# 2015年のアメリカ合衆国
2015年のアメリカ合衆国 （2015ねんのアメリカがっしゅうこく）では、2015年のアメリカ合衆国に関する出来事について記述する。

## 国家元首等
- 大統領
  - 第44代: バラク・オバマ （民主党、2009年1月20日 - 2017年1月20日)
- 副大統領
  - 第47代: ジョー・バイデン （民主党、2009年1月20日 - 2017年1月20日)
- 最高裁判所長官
  - 第17代: ジョン・ロバーツ （2005年9月29日 - ）
- 下院議長
  - 第61代: ジョン・ベイナー （共和党、2011年1月5日 - 2015年10月29日）
  - 第62代: ポール・ライアン （共和党、2015年10月29日 - 2019年1月3日）
- 上院多数党院内総務
  - 第21代: ハリー・リード （民主党、2007年1月3日 - 2015年1月3日）
  - 第22代: ミッチ・マコーネル （共和党、2015年1月3日 - 2021年1月20日）

## できごと

### 2月
- 2月22日 - 第87回アカデミー賞。作品賞はアレハンドロ・ゴンサレス・イニャリトゥ監督の『バードマン あるいは（無知がもたらす予期せぬ奇跡）』が受賞。

### 3月
- 3月5日 - デルタ航空1086便着陸失敗事故。ニューヨーク市ラガーディア空港でデルタ航空1086便が着陸に失敗。機体はスリップして滑走路脇のフェンスに衝突。28人が負傷。

### 4月
- 4月11日 - 米州首脳会議開催中のパナマの首都パナマ市で、アメリカのバラク・オバマ大統領とキューバのラウル・カストロ国家評議会議長が歴史的会談。両国の首脳会談は1956年以来59年ぶり。1961年の国交断絶後では初めてとなる[1][2]。

### 5月
- 5月12日 - アムトラック脱線事故。ペンシルベニア州フィラデルフィア付近で全米鉄道旅客公社（アムトラック）が運行する列車が脱線。8人死亡、200人以上が負傷。

### 6月
- 6月7日-8日 - ドイツバイエルン州エルマウ城で第41回先進国首脳会議。クリミア危機の影響で前回に引き続きロシアを除くG7の枠組みで開催。アメリカからはバラク・オバマ大統領が出席。
- 6月26日 - 同性結婚の是非をめぐる裁判で、最高裁判所は、憲法が保障する権利として同性結婚を認める判決を下した。判決により同性結婚を禁ずる州法は憲法違反となり、すべての州で同性結婚は合法化されることとなった[3]。

### 7月
- 7月20日 - アメリカとキューバ両政府は、双方の首都に大使館を再設置。国交回復は、1961年の断絶以来54年ぶりとなる[4][5]。

### 8月
- 8月26日 - バージニア・テレビクルー射殺事件。バージニア州でテレビ番組の生放送中継中にリポーターとカメラマンが射殺された。容疑者は自殺。

### 12月
- 12月2日 - サンバーナーディーノ銃乱射事件。カリフォルニア州サンバーナーディーノの福祉施設で銃乱射事件が発生。14人死亡、17人負傷。容疑者2人は警察により射殺された。